# Luisa Vehil

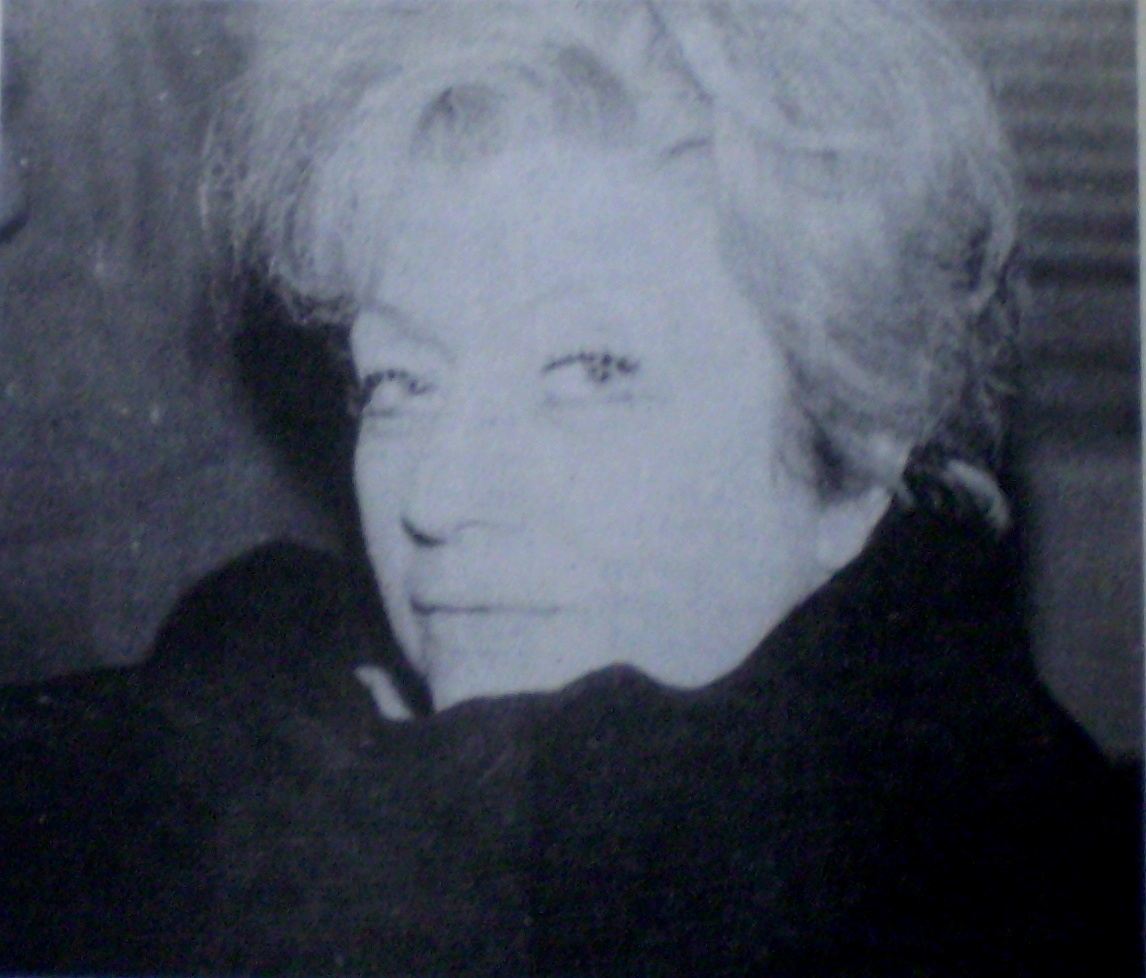
Luisa Vehil năm 1982

Luisa Vehil (ngày 12 tháng 11 năm 1912, Montevideo, Uruguay - ngày 24 tháng 10 năm 1991, Buenos Aires, Argentina) là một nhà hát và nữ diễn viên điện ảnh người Uruguay có một sự nghiệp đáng chú ý ở Argentina. Cô là một nhân vật biểu tượng trong sân khấu kịch Argentina.

## Tiểu sử
Luisa Vehil sinh năm 1912 tại Montevideo, Uruguay, cô thuộc về một gia đình có tám thế hệ diễn viên có nguồn gốc từ Catalonia; con gái và cháu gái của các diễn viên nhà hát. Anh trai của cô là Paquita và Juan. Cô cũng là dì ruột của các diễn viên Miguel Ángel Solá và Mónica Vehil.
Luisa chuyển đến Buenos Aires, Argentina từ khi còn nhỏ và đóng vai chính trong bộ phim đầu tiên của cô vào năm 1933, Los tres berretines, do Enrique Telémaco Susini đạo diễn. Đó là bộ phim nói chuyện thứ hai của Argentina. Cô tiếp tục xuất hiện trong 'bộ đàm' khác nhỏ trong suốt những năm 30, làm việc trong tango theo định hướng tango bộ phim của các nhà văn nổi tiếng Manuel Romero và Eduardo Morera.
Về chính trị, do đối lập với chế độ Juan Perón, cô bị tấn công khi đóng vai trò lãnh đạo trong vở kịch Fascination.
Vai trò lớn tiếp theo của Vehil là ở Pampa bárbara, một bộ phim sử thi phương Tây của đạo diễn Lucas Demare và Hugo Fregonese. Đó là lần xuất hiện thứ hai và cuối cùng của cô trong suốt thập niên 40; tương tự, cô ấy đã đóng phim một lần mỗi thập kỷ - một lần vào thập niên 50 (En la ardiente oscuridad, của Daniel Tinayre, 1958) và một lần vào thập niên 60 (El bote, el río y la gente, 1960).